# 相馬丞
相馬 丞（そうま じょう、2001年6月15日 - ）は、山形県山辺町出身のプロサッカー選手。Jリーグ・鹿児島ユナイテッドFC所属。ポジションはディフェンダー(DF)。

## クラブ経歴
モンテディオ山形ユース出身。
仙台大学在学中の2023年3月にモンテディオ山形への2024年加入が発表された。4月には2023年の特別指定選手に登録された。
5月6日のJ9第14節のレノファ山口FC戦でリーグ戦初出場を果たす。
2024年12月25日、鹿児島ユナイテッドFCに期限付き移籍。

## 所属クラブ
- SFCジェラーレ[2]
- モンテディオ山形ジュニアユース村山[2]
- モンテディオ山形ユース（山形城北高校）[2]
- 仙台大学
  - 2024年4月 - 11月 モンテディオ山形（特別指定選手）
- 2024年 -  モンテディオ山形
  - 2025年 -  鹿児島ユナイテッドFC（期限付き移籍）

## 個人成績
| 国内大会個人成績 | 国内大会個人成績 | 国内大会個人成績 | 国内大会個人成績 | 国内大会個人成績 | 国内大会個人成績 | 国内大会個人成績 | 国内大会個人成績 | 国内大会個人成績 | 国内大会個人成績 | 国内大会個人成績 | 国内大会個人成績 |
| 年度             | クラブ           | 背番号           | リーグ           | リーグ戦         | リーグ戦         | リーグ杯         | リーグ杯         | オープン杯       | オープン杯       | 期間通算         | 期間通算         |
| 年度             | クラブ           | 背番号           | リーグ           | 出場             | 得点             | 出場             | 得点             | 出場             | 得点             | 出場             | 得点             |
| 日本             | 日本             | 日本             | 日本             | リーグ戦         | リーグ戦         | リーグ杯         | リーグ杯         | 天皇杯           | 天皇杯           | 期間通算         | 期間通算         |
| ---------------- | ---------------- | ---------------- | ---------------- | ---------------- | ---------------- | ---------------- | ---------------- | ---------------- | ---------------- | ---------------- | ---------------- |
| 2024             | 山形             | 29               | J2               | 1                | 0                | 1                | 0                | 0                | 0                | 2                | 0                |
| 2025             | 鹿児島           | 21               | J3               |                  |                  |                  |                  |                  |                  |                  |                  |
| 通算             | 日本             | 日本             | J2               | 1                | 0                | 1                | 0                | 0                | 0                | 2                | 0                |
| 通算             | 日本             | 日本             | J3               |                  |                  |                  |                  |                  |                  |                  |                  |
| 総通算           | 総通算           | 総通算           | 総通算           | 1                | 0                | 1                | 0                | 0                | 0                | 2                | 0                |

- 2023年は特別指定選手。出場無し

出場歴
- Jリーグ初出場：2024年5月6日 J2第14節レノファ山口FC戦（維新みらいふスタジアム）